# Циборовиці
Циборовиці (пол. Ciborowice) — село в Польщі, у гміні Прошовиці Прошовицького повіту Малопольського воєводства.
Населення — 150 осіб (2011).
У 1975-1998 роках село належало до Краківського воєводства.

## Демографія
Демографічна структура станом на 31 березня 2011 року:
|          | Загалом | Допрацездатний вік | Працездатний вік | Постпрацездатний вік |
| -------- | ------- | ------------------ | ---------------- | -------------------- |
| Чоловіки | 81      | 21                 | 47               | 13                   |
| Жінки    | 69      | 17                 | 36               | 16                   |
| Разом    | 150     | 38                 | 83               | 29                   |